# КооКоо
«КооКоо» (фин. KooKoo) — финский клуб по хоккею с шайбой из Коуволы, выступает в Лииге. Основан в 1965 году.

## История
Первым значимым успехом для команды «КооКоо» стала победа в первом (2-м по значимости) финском дивизионе в 1987 году. Сезоны 1987/88 — 1989/90 команда провела в СМ-лиге. В 1990 году клуб выбыл во 2-й по значимости дивизион (I-divisioona; в 2000 году реорганизован в Местис), где выступал до 2015 года (кроме сезона 1997/98). В Местисе клуб из Коуволы становился чемпионом (2014), серебряным (2002, 2013, 2015) и бронзовым (2003, 2010, 2012) призёром. С сезона 2015/16 вновь выступает в высшем дивизионе Финляндии.